# József Munk
József Munk (Hungría, 30 de noviembre de 1890) fue un nadador húngaro especializado en pruebas de estilo libre, donde consiguió ser subcampeón olímpico en 1908 en los 4x200 metros.

## Carrera deportiva
En las Olimpiadas de Londres 1908 ganó la medalla de plata en los relevos 4x200 metros libre, con un tiempo de 10:59.0 segundos, tras Reino Unido (oro) y por delante de Estados Unidos (bronce), siendo sus compañeros de equipo: Imre Zachár, Béla Las-Torres y Zoltán Halmay.